# Sorbus persica
Sorbus persica är en rosväxtart som beskrevs av Johan Teodor Hedlund. Sorbus persica ingår i släktet oxlar, och familjen rosväxter. IUCN kategoriserar arten globalt som livskraftig. Utöver nominatformen finns också underarten S. p. khorassanica.